# والسهایم
والسهایم (به آلمانی: Walsheim) یک شهر در آلمان است که در زودلیشه واینشتراسه واقع شده‌است. والسهایم  ۵۳۲ نفر جمعیت دارد.